# Torre Bermeja (Jaén)

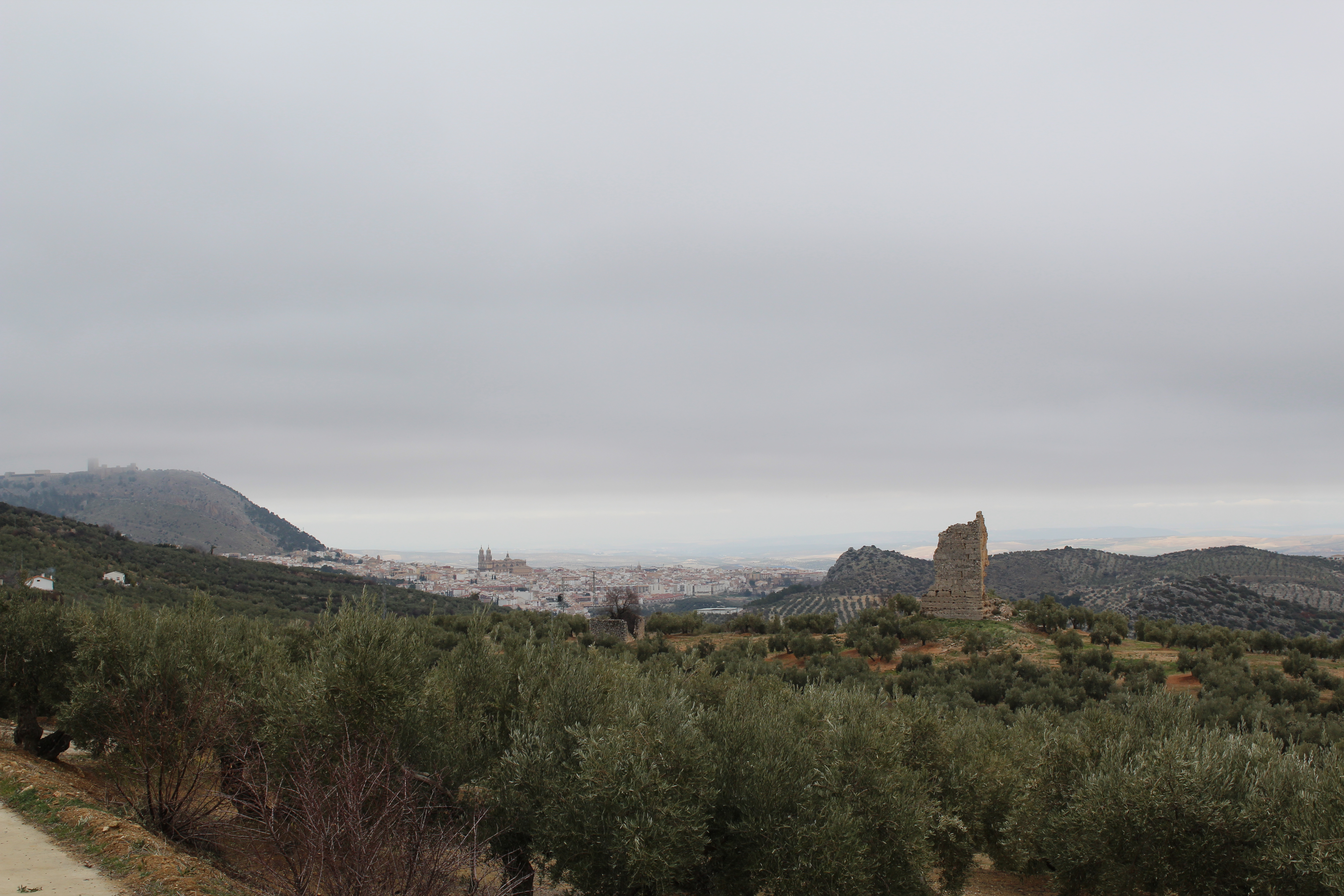
Vista del castillo de Santa Catalina, de la ciudad de Jaén y de Torre Bermeja

Torre Bermeja, Atalaya de Torrebermeja, o también Torrequebrada, es una torre atalaya de calicanto ubicada en el piedemonte de Las Peñas de Castro, unos cerros situados a 3 km de la ciudad de Jaén, entre el cerro de Zumel y el monte Jabalcuz. Declarada Bien de Interés Cultural, conforme al decreto de 22 de abril de 1949. 

## Toponimia
Habría sido conocida como Torrequebrada hasta finales del siglo XIX, cuando el jiennense José Bermeja Sena (1868-1898) profesor supernumerario en letras, cambió la denominación de la torre sita en la finca rural de la que fue propietario, por la de Torre de José Bermeja, finalmente conocida como Torre Bermeja.

## Descripción
Se encuentra situada en un pequeño promontorio de unos 665 metros sobre el nivel del mar, emplazado a unos 3 km sur de la ciudad de Jaén, en la ladera este de las Peñas de Castro, donde se localizaría la Torre de Pedro Codes, encaramada esta última a la cima de dicho promontorio rocoso.
La torre es de planta cuadrada, de unos 9,6 metros de lado, y se organizaba interiormente en tres plantas. Está construida por completo con tapial de calicanto y, pese a lo que se pensaba, Eslava Galán indicó que los ángulos de la torre reposan sobre sillares esquineros de gran tamaño y muy bien labrados, aunque éstas se encuentran hoy cubiertas por el olivar, y solo se intuye la presencia de una de ellas en la esquina nordeste de la plataforma de la torre. Podrían proceder de un yacimiento antiguo próximo o bien en este mismo emplazamiento, pues, según este autor se podría haber aprovechado un recinto anterior vagamente rectangular con los extremos posiblemente redondeados con grandes mampuestos en seco. Quizás habría estado asociado al topónimo "Castro" asociado a esta zona, uno de los castillos más mencionados en las noticias de la fitna y de la rebelión muladí. Ladera arriba vuelven a aparecer grandes sillares calizos perfectamente escuadrados, habiendo sido reutilizadas en muros asociados a cortijos o quedando acumuladas en pedregales y majanos entre el olivar. 
El resto de la elevación de la torre no presenta las esquinas reforzadas por bloques de piedra, sino que la traba se realiza con los propios cajones de tapial. Sólo se conserva en pie su alzado oeste, con cuatro ventanas abocinadas (una de ellas rota por la mitad) que habrían funcionado como saeteras, y una estrecha franja vertical del sur (donde se aprecian dos huecos más coincidentes con el plano de rotura), como parte de la esquina entre ambos muros, de unos 10 metros de altura, en el que pueden verse cuatro saeteras. En la esquina sureste de la plataforma que hace de basamento de la torre, se adosa un muro también de tapial, que habría formado parte del recinto que confinaba a la torre. Bajo esta plataforma, en el centro de su planta, se ha conservado parte de un aljibe subterráneo, con restos de un arco fajón en el centro y bóveda de cañón rota pero hoy cubierta casi por completo por bloques de hormigón. Resulta accesible desde el lado este de la plataforma de cimentación, por una galería relacionada con la tan dañina práctica de la búsqueda de tesorillos, que ha socavado la torre en su cimentación, habiendo seccionado la mayor parte del suelo del aljibe, perforando varias cámaras en el terreno natural y en la cimentación de la torre (aunque se han considerado como cámaras subterráneas a modo de pasadizo con dependencias, no son más que galerías de expolio), lo que compromete gravemente la estabilidad de la misma.
Los restos de murallas que protegen su acceso ya están construidos con mampostería y cerámica en vez del tapial utilizado en su torre.

## Función
Es un torreón medieval, destinado a la vigilancia de los caminos y posiblemente asociado a una alquería, dado que el lugar presenta posibilidades para establecer una zona cultivable. Fue la utilizada por los cristianos tras la reconquista del lugar, pues se encontraba en un lugar más accesible que la Torre de Pedro Codes, situada en el promontorio más elevado de la Peña de Castro, que comunicaba hasta entonces el Castillo de Otíñar (que defendía la frontera de Granada) con el Castillo de Santa Catalina en Jaén.

## Historia
Se trata de un torreón medieval destinado a la vigilancia de los caminos, que enlazaba visualmente el Castillo de Otíñar (que defendía la frontera de Granada) con el Castillo de Santa Catalina en Jaén.
Su origen ha sido considerado almorávide por Eslava Galán, si bien Azuar Ruiz considera que, por haber tenido sillería fingida, su filiación sería almohade. Eslava Galán reconoció el falso despiece en la década de 1980 en la cara bien preservada de un gran fragmento de lienzo caído desde antiguo, que había quedado protegida contra los agentes meteorológicos y del que hoy no se ven restos emergentes. Este consistía en una cinta con dos rayas continuas, en el que el espacio intermedio estaba relleno de cuñas en forma de espiga, aunque este último extremo no se puede constatar en los alzados que hoy se conservan.
Esta torre fue utilizada por los cristianos tras la reconquista del lugar, pues se encontraba en un lugar más accesible que la Torre de Pedro Codes, encaramada sobre las Peñas de Castro, y que venía realizando hasta entonces la misma función, comunicar el Castillo de Otíñar con el Castillo de Santa Catalina.